# Barão do Paço de Couceiro
Barão do Paço de Couceiro é um título nobiliárquico criado por D. Luís I de Portugal, por Decreto de 28 de Julho de 1870, em favor de João Couceiro da Costa.
Titulares
1. João Couceiro da Costa, 1.º Barão do Paço de Couceiro.